# Cuboro

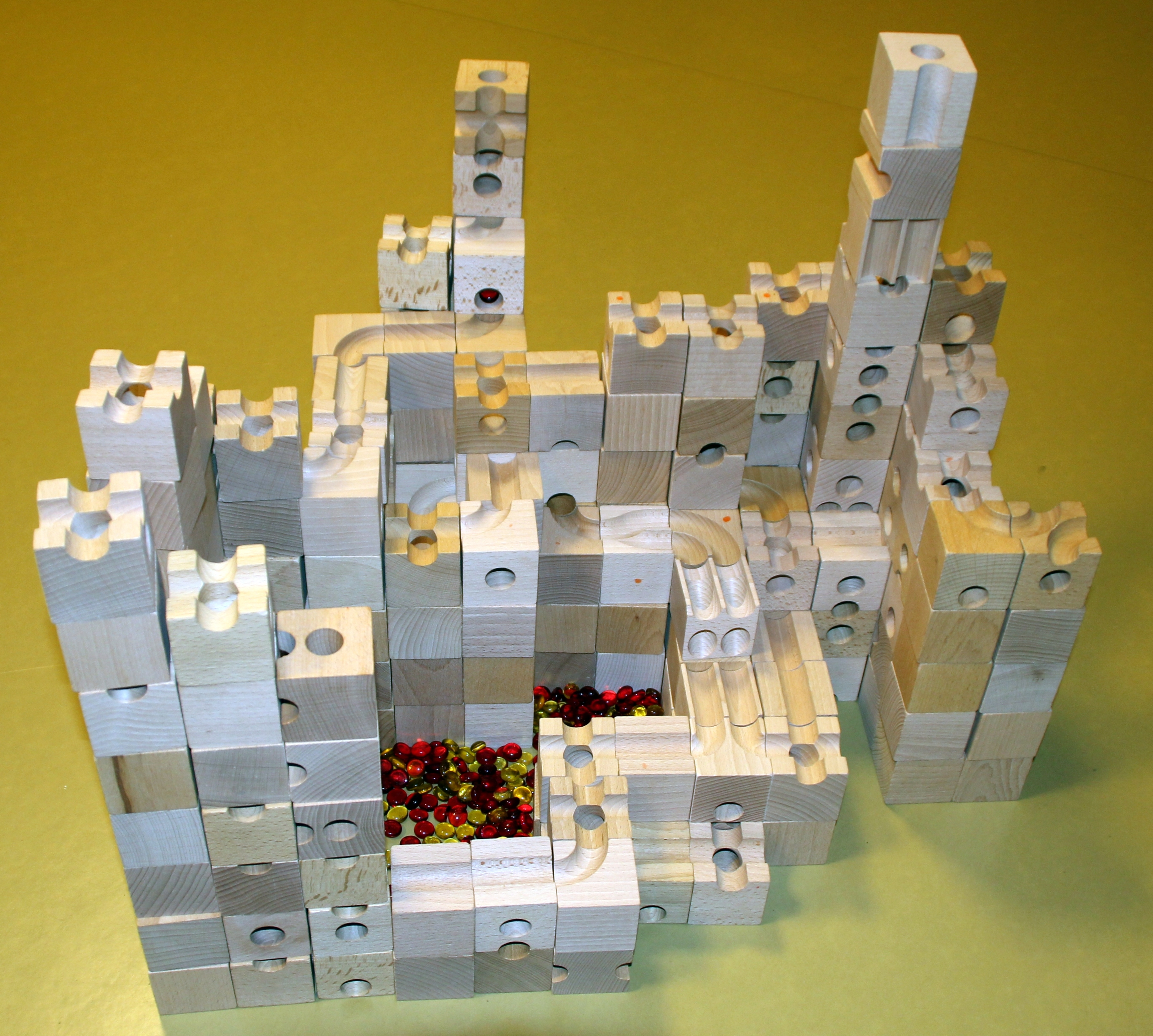
Cuboro-Bahn

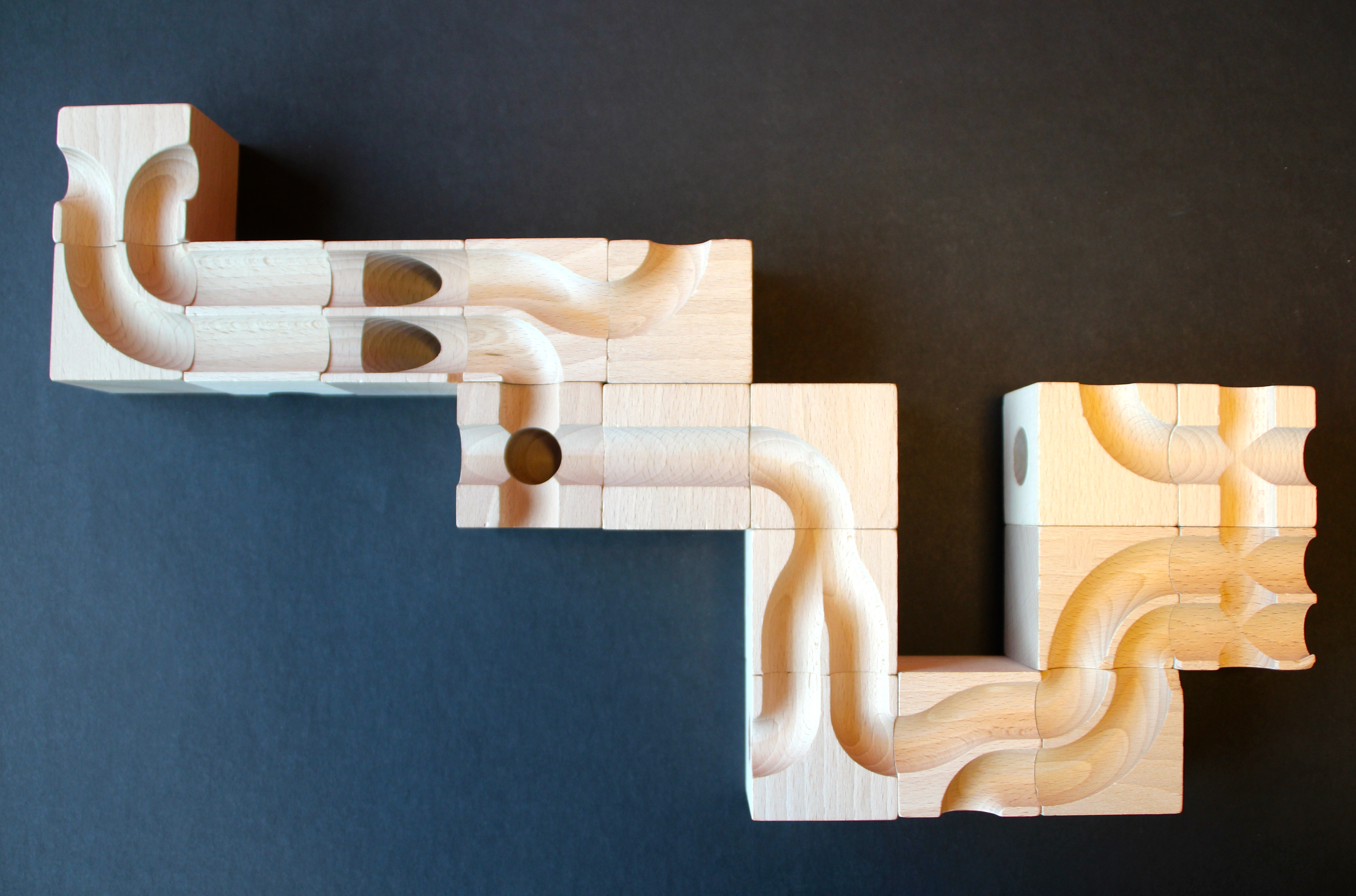
Kombinationen

Cuboro ist ein aus gleich grossen, hölzernen, würfelförmigen Elementen individuell gestaltbares Kugelbahnsystem.
Die Elemente sind Würfel mit 5 cm Kantenlänge, die gerade und gebogene Rinnen und Tunnels enthalten. Durch Neben- und Übereinanderplatzieren der Elemente baut man eine Kugelbahn, bei der die Kugeln sowohl an der Oberfläche als auch im Inneren der Elemente laufen. Die Würfel bestehen aus HSH-zertifiziertem Schweizer Buchenholz und werden von der Schreinerei Nyfeler im bernischen Gondiswil hergestellt. Seit 2006 bestehen sie aus FSC-zertifiziertem Holz.

## Geschichte

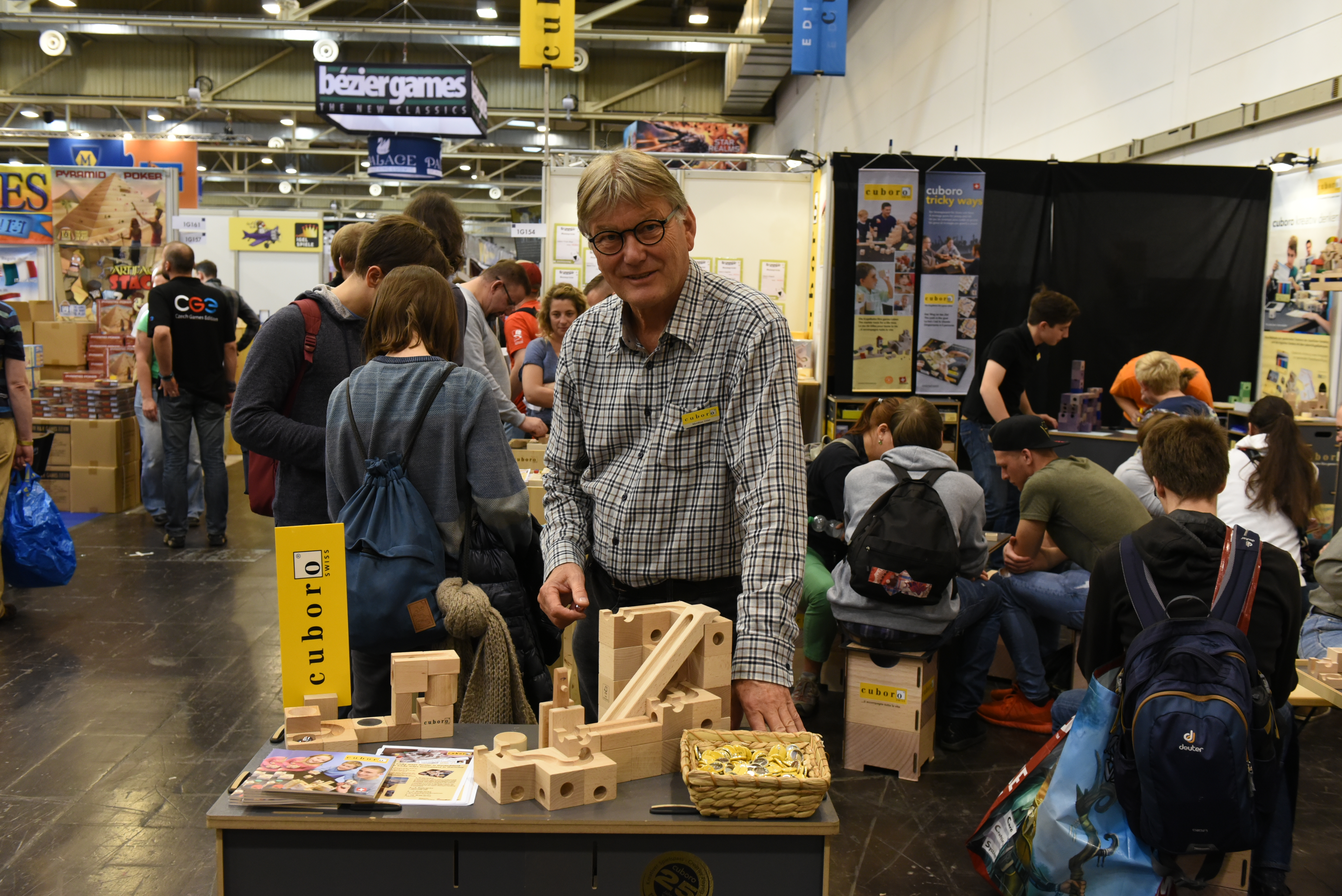
Matthias Etter 2017 in Essen.

Cuboro wurde vom Schweizer Mechaniker und Sonderpädagogen Matthias Etter (* 1954) in der Arbeit mit Sonderschulkindern 1976/77 in Bern als einfaches Lernspiel mit sechs Elementen aus Ton entwickelt. Es umfasst heute über 120 verschiedene Elemente und wird von der Cuboro AG in Hasliberg Reuti weltweit vermarktet. Das weiterentwickelte System kam erstmals 1985 mit zwölf Elementen in mehrfacher Ausführung als Familienspiel unter dem Namen Konstrito auf den Markt. Der Name wurde aus markenrechtlichen Gründen geändert. Das Spiel wurde mit thematisch ausgewählten Elementen in verschiedenen Zusatzkästen erweitert. Inzwischen gibt es das System auch im Format 10 × 10 cm (Cuboro XXL). 2010 erschien die didaktische Anleitung "cuboro kreativ denken"  von Matthias Etter in Zusammenarbeit mit der Cuboro AG und dem Verlag ZKM (Zürich). 2011 erschien die englische Version im indischen Verlag Kidscon in Chennai und 2016 die russische Version beim Verlag Innovatika, Nowosibirsk.
Seit 1995 werden Wettbewerbe in der Schweiz (Spielemesse in St. Gallen bis 2003, seit 2004 Suisse Toy in Bern) und seit einigen Jahren auch in Deutschland auf der SPIEL Essen ausgetragen. Die Teilnehmer haben 20 Minuten Zeit, um aus ausgewählten Cuboro-Elementen ein Kugelbahnsystem zu konstruieren. Dabei soll die Kugel möglichst lange rollen. Zudem werden geometrische Planung, Ausnützungsgrad der Elemente, Ästhetik und Originalität bewertet.
Seit 2001 gibt es Cuboro Babel, ein dreidimensionales Taktikspiel, das aber wegen seines mit der Zeit durchschaubaren Systems ähnlich wie Mühlespiel oder Vier gewinnt, für ambitionierte Vielspieler kein dauerhaftes Spielvergnügen bietet. 2012 entstand die Idee zu Cuboro tricky ways, einem weiterentwickelten Taktikspiel mit den echten Kugelbahnelementen.

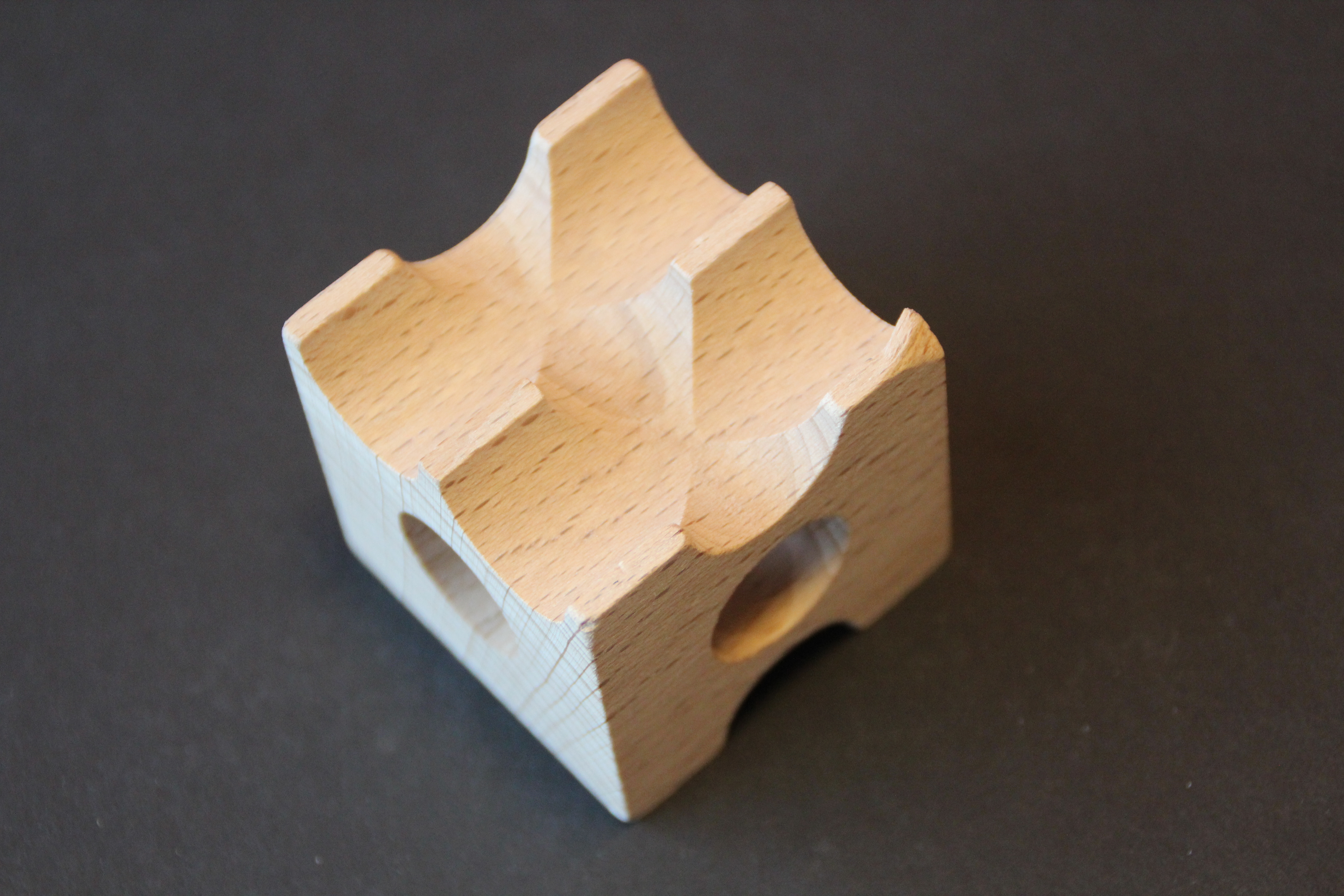
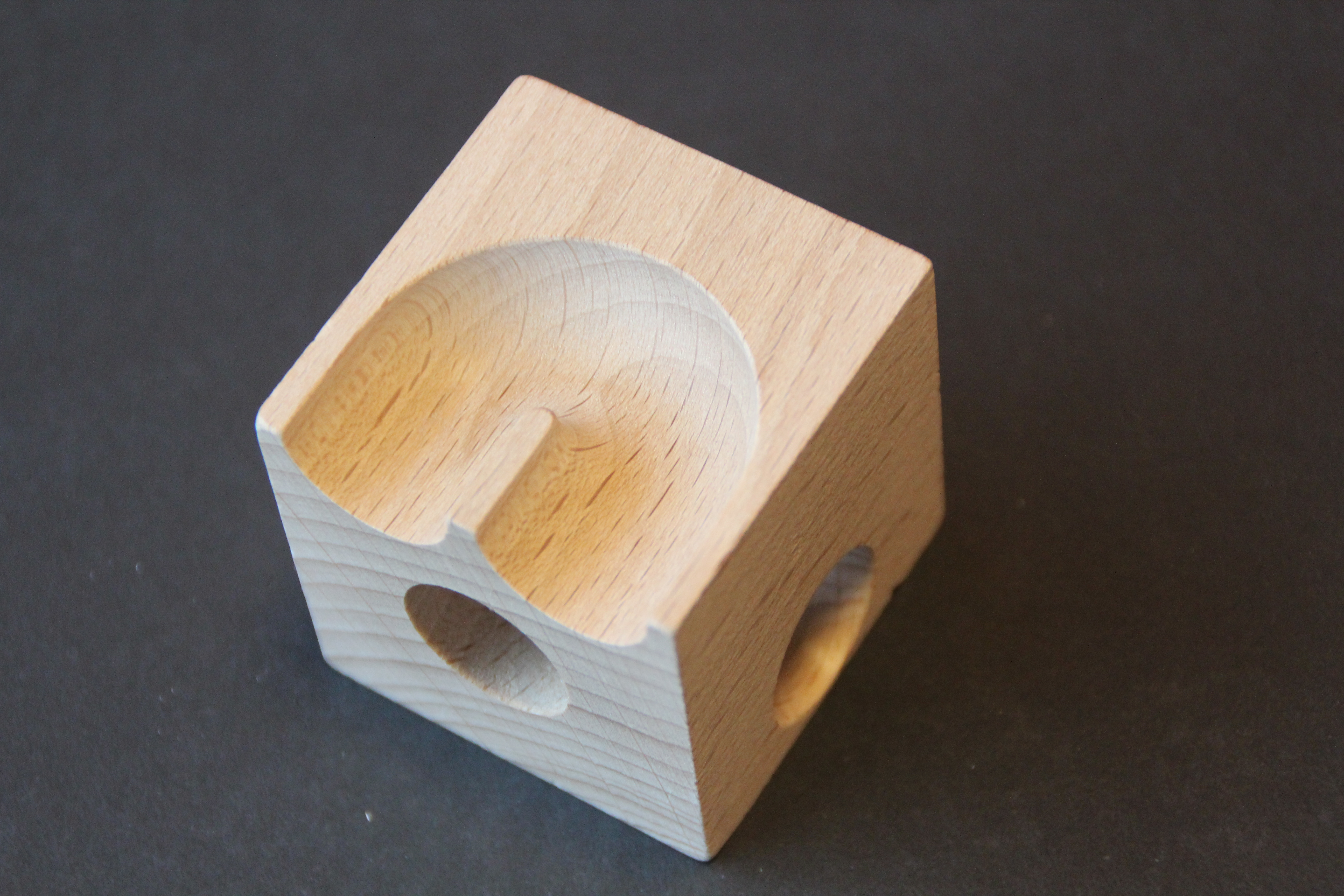
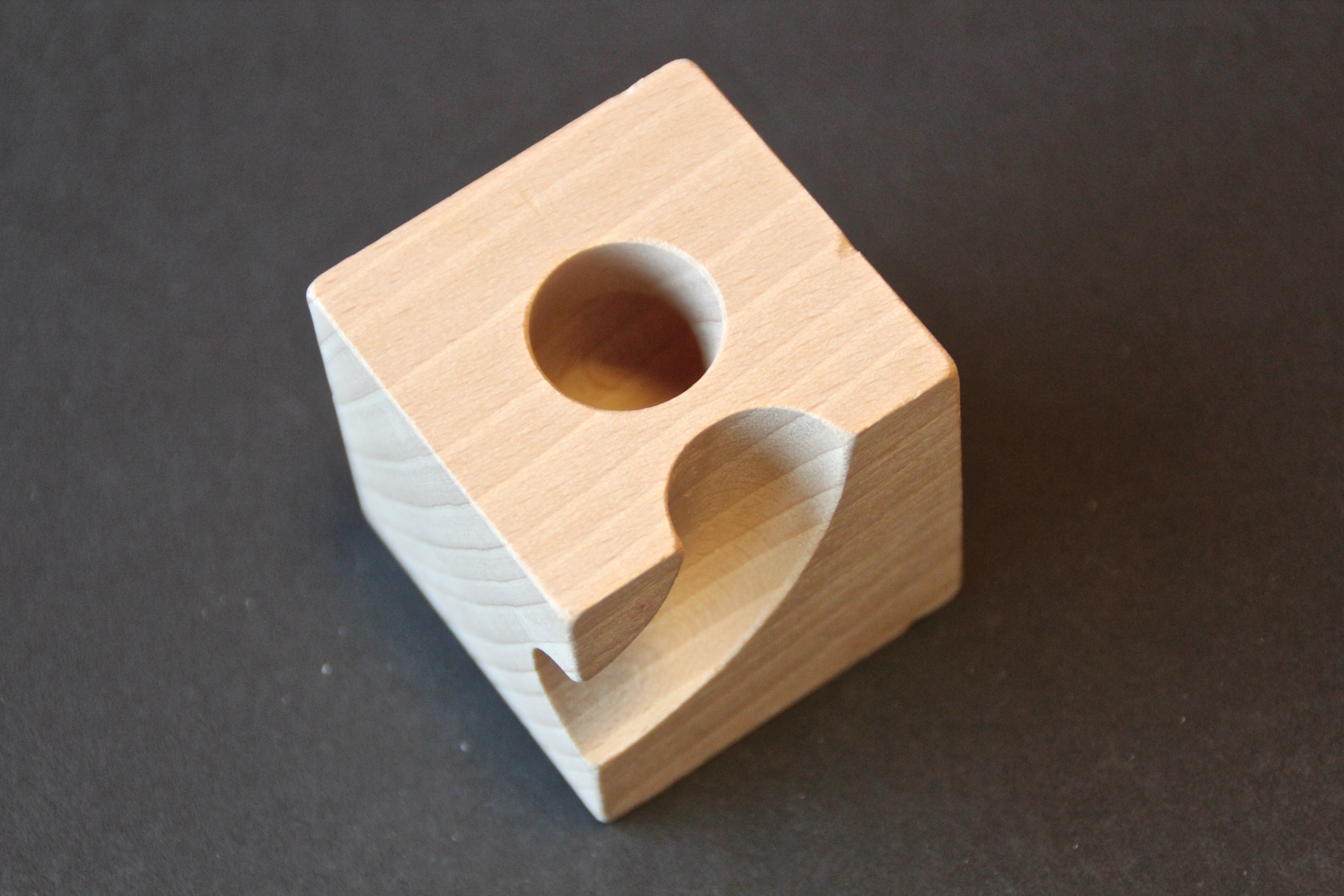
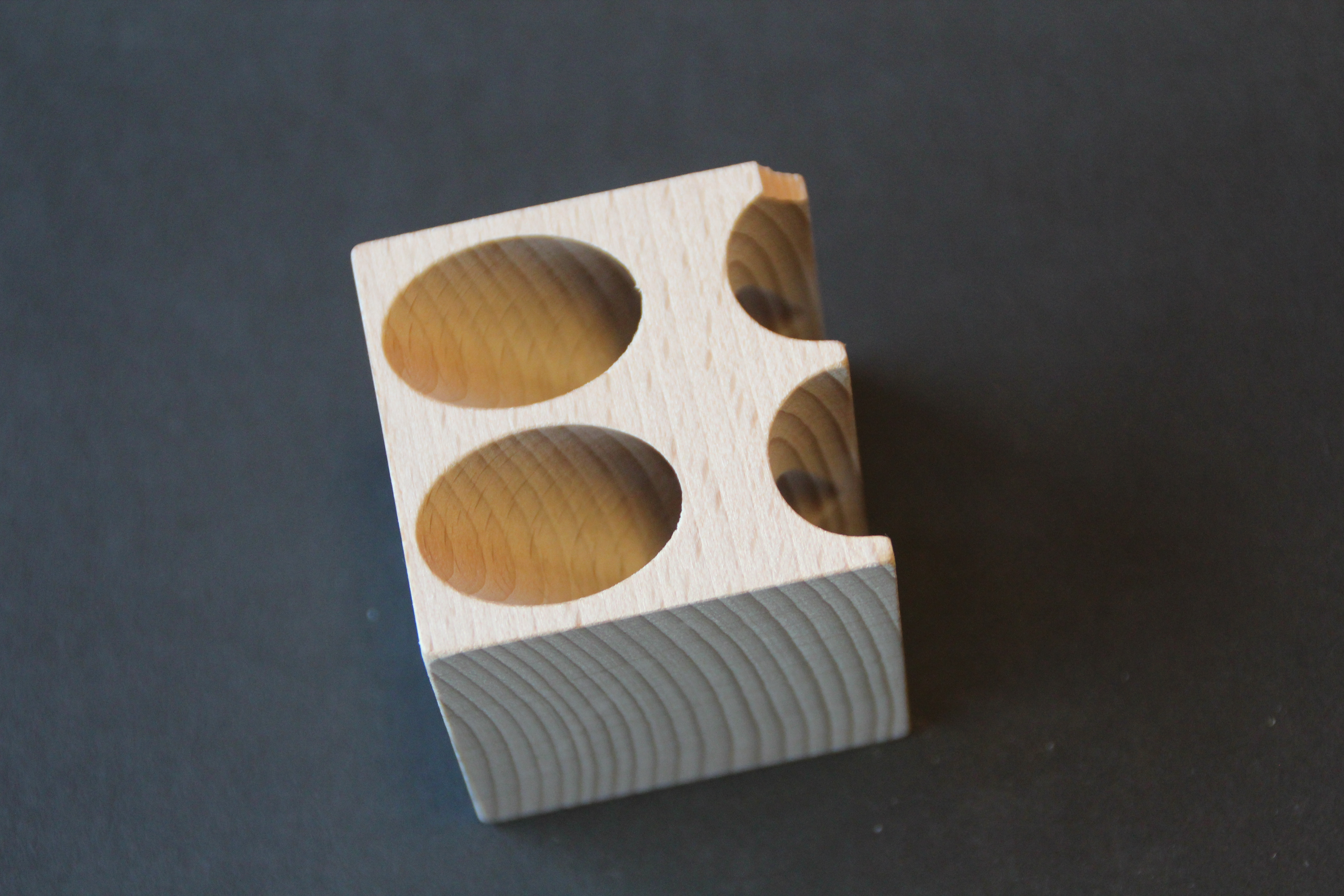

## Auszeichnungen
Das Kugelbahnsystem wurde mehrfach ausgezeichnet:
- 1995 mit dem  Designerpreis Complimenti der Schweizer Fachmesse Ornaris
- 2003 mit dem amerikanischen Major Fun Award for Toys
- 2004 mit dem deutschen Spielzeugpreis Das goldene Schaukelpferd in der Kategorie „Für Künstler und Baumeister“

Zudem erhielt Cuboro die Bewertung spiel gut.